# World library of folk and primitive music vol. 4: Spain
World library of folk and primitive music V. 4: Spain es un recopilatorio de las grabaciones realizadas por Alan Lomax en los años cincuenta en España y lanzado como recopilatorio en 1999, con otros dedicados a los distintos países visitados por Lomax y donde hizo grabaciones de música tradicional y folk.
En e. l recopilatorio se encuentran una representación de los distintos músicas tradicionales de España y publicados en otros discos previamente.

## Listado de canciones
1. Alborada de Vigo. 00:41. Interpretado por J.M. Rodríguez. (Galicia) (Faramontes, provincia de Orense
2. Canto de espadela. 00:52. Interpretado por Evangelina Carballo. (Galicia), (Solveira, provincia de Orense)
3. Canto de arriero. 01:17. Interpretado por Emilio Soto/J.M. Rodríguez. (Galicia) (San Miguel del Campo, provincia de Orense)
4. A raíz de toxo verde. 01:04. Interpretado por Coro de hombres jóvenes. (Galicia) (Sobado del Obispo), provincia de Orense)
5. Foliada. 01:53. Interpretado por Modesto Sánchez/Gabriel González Adam. (Galicia) (Ribadavia, provincia de Orense)
6. Alala muineira. 01:12. Interpretado por Manuela Lena Santos y sus hermanas. (Galicia)(Corcubión, provincia de La Coruña)
7. Adiós la mia vaca pinta. 01:39. Interpretado por Carlos Fernández Solís. (Asturias) (Aller, provincia de Asturias),
8. Viva la Virgen del Carmen. 01:18. Interpretado por Joaquina Lagar. (Asturias) (Pola de Siero, provincia de Asturias)
9. De los tres colores, madre. 01:34. (Asturias) (Luarca, provincia de Asturias)
10. Danza de Ibio. 01:11. (Castilla), (Cabezón de la Sal, provincia de Santander)
11. Duermete niño. 00:44. Interpretado por Dolores Fernández. (León) (Val de San Lorenzo, provincia de León)
12. Canto de hilar. 01:02. Interpretado por Dolores Fernández. (León) (Val de San Lorenzo, provincia de León)
13. Corrido y bolero. 01:33. Interpretado por Aquilino Pastor. (León) (Santa Catalina, Astorga, provincia de León)
14. Gerineldo. 00:42. Interpretado por Juan Pastor. (Extremadura). (Madroñera, Trujillo, Cáceres)
15. Larin, larero. 01:10. (Extremadura) (Arroyo de la Luz, Cáceres)
16. Baile de pandero. 01:15. (Extremadura). (Arroyo de la Luz, Cáceres)
17. Llámale, majo, al toro. 01:45. Interpretado por Manuela Santillana. (Castilla). (Lagartera, Toledo)
18. Caracoles. 02:10. (Castilla). (Pegas de Matute, Segovia)
19. Jota manchega. 02:36. Interpretado por Orquesta de Jesus Ordóñez. (Castilla) (Infantes, Ciudad Real)
20. Fandango de comares. 01:47. Interpretado por Ines Muñoz. (Andalucía)
21. Fandango. 02:08. Interpretado por Alfonso Gavino/Anastasio Baque Ruiz. (Andalucía) (Bormujos (Sevilla)
22. Bulerias. 01:24. Interpretado por Pili/Sebastian Nunez. (Andalucía) (Cádiz)
23. Saeta. 03:43. Interpretado por La Macarena. (Andalucía) (Sevilla)
24. Alba y camino. 00:48. Interpretado por José Manuel López. (Andalucía)
25. Sevillana. 00:49. (Andalucía) (Sevilla)
26. Los pastores de Bormujo. 01:52. Interpretado por Campanilleros de Bormujo. (Andalucía). (Bormujos (Sevilla)
27. Salve de San Antonio. 02:05. Interpretado por Auroros. (Murcia) (Monteagudo Provincia de Murcia)
28. El u. 01:51. Interpretado por Josep Calaforra (Xiquet De Benaguasil). (Valencia e Islas Baleares)
29. Cant de segar. 01:12. Interpretado por Catalina Mateu. (Valencia e Islas Baleares). (Sóller, Mallorca)
30. Cant de trillar. 01:04. Interpretado por Francisco Capo. (Valencia e Islas Baleares). (Sóller, Mallorca)
31. Caramelles. 01:17. (Valencia e Islas Baleares)
32. Parado de Selva. 01:22. (Valencia e Islas Baleares)
33. Umia baioli. 01:20. (Provincias Vascas)
34. Arin-arin. 01:12. Interpretado por Aranza Goichi. (Provincias Vascas)
35. Irrintzi. 00:20. Interpretado por Mariano Iceta. (Navarra)